# 황제전갈
황제전갈(Emperor scorpion)의 학명은 판디누스 임페라토르(Pandinus imperator)이며, 서아프리카의 열대우림의 땅의 굴을 파 생활하며, 몸길이 20cm에 세계 최대의 전갈 이라고 알려졌으나 일반적으로 인디안자이언트블랙숲전갈이 최대 크기 22cm로 좀더 길이가 길고 체형이 날렵하며 본종은 상대적으로 덩치가 있고 다부지며,몸무게도 황제전갈이 30g으로 인디안자이언트블랙전갈 보다 더 무겁다. 수명은 6 ~ 8년이다. 몸의 색깔은 광택이 나는 검은색이나 자외선 밑에서는 녹색이나 푸른색으로 빛난다. 애완동물로 인기가 높으나, 멸종위기에 처한 야생동식물종의 국제거래에 관한 협약에 의해 보호되고 있다. 가지고 있는 독침의 독은 5등급으로 낮은 편에 속한다.

## 사진

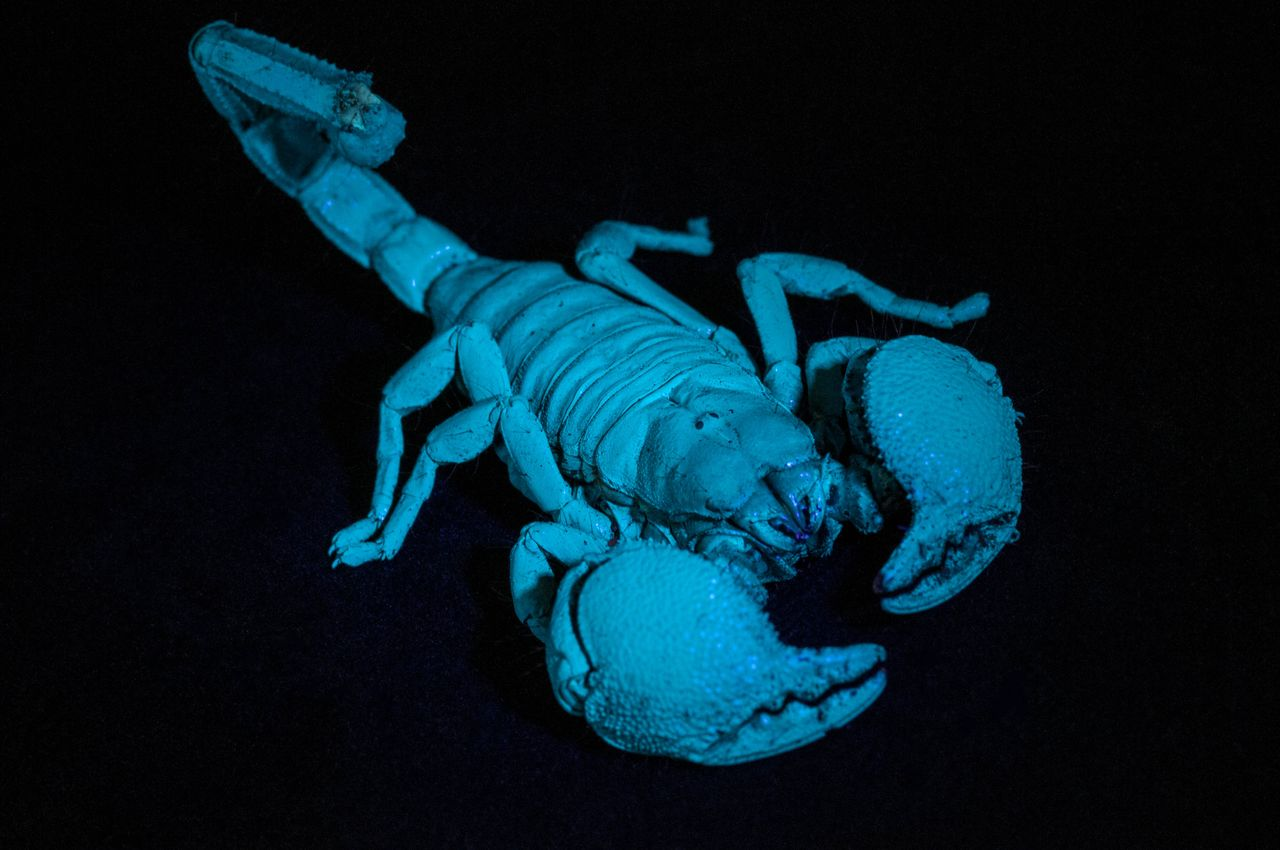
자외선 밑에서는 푸른색으로 빛난다.
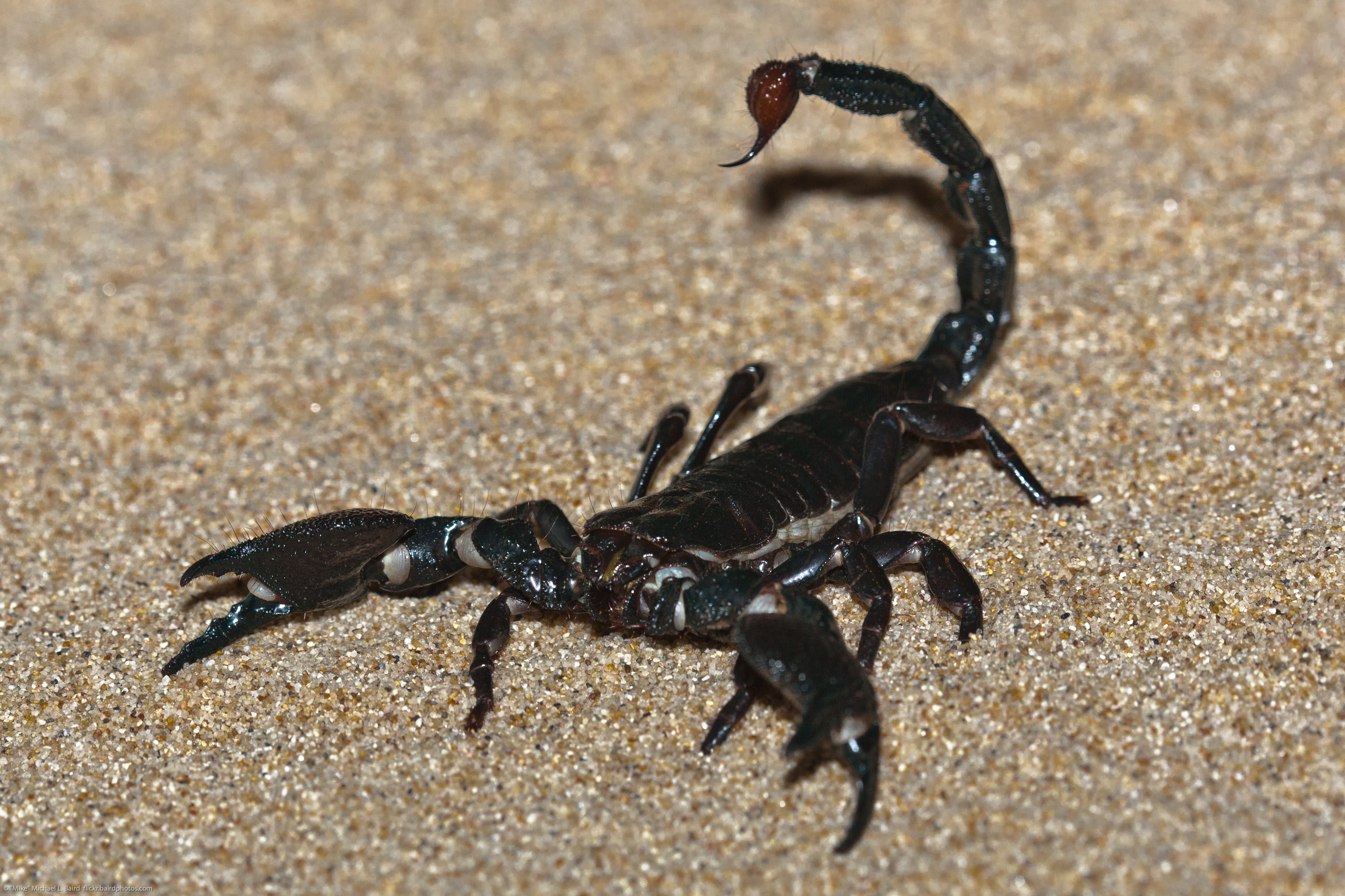
모래 위의 황제전갈